# Wereldkampioenschappen boogschieten 1991
De wereldkampioenschappen boogschieten 1991 waren door de Fédération Internationale de Tir à l'Arc (FITA) georganiseerde kampioenschappen voor boogschutters. De 36e editie van de wereldkampioenschappen vond plaats in de Poolse stad Krakau van 19 tot en met 24 augustus 1991.

## Medailles

### Recurve
| Onderdeel             | Goud | Goud                                       | Zilver | Zilver                                                          | Brons | Brons                                        |
| --------------------- | ---- | ------------------------------------------ | ------ | --------------------------------------------------------------- | ----- | -------------------------------------------- |
| Mannen (individueel)  | AUS  | Simon Fairweather                          | URS    | Vadim Szikarjev                                                 | KOR   | Chung Jae-hun                                |
| Mannen (team)         | KOR  | Chun In-Soo Chung Jae-hun Yang Chang-hoon  | URS    | Vladimir Jesjejev Vadim Szikarjev Stanislav Zabrodski           | USA   | Edwin Eliason Rick McKinney Darrell Pace     |
| Vrouwen (individueel) | KOR  | Kim Soo-nyung                              | KOR    | Lee Eun-kyung                                                   | TUR   | Zehra Öktem                                  |
| Vrouwen (team)        | KOR  | Cho Youn-jeong Kim Soo-nyung Lee Eun-kyung | URS    | Ludmilla Arzhannikova Machloechanoem Moerzajeva Natalia Valeeva | SWE   | Christa Bäckman Petra Eriksson Jenny Sjöwall |

### Medaillespiegel
| Plaats | Land             | Goud | Zilver | Brons | Totaal |
| 1      | Zuid-Korea       | 3    | 1      | 1     | 5      |
| 2      | Australië        | 1    | 0      | 0     | 1      |
| 3      | Sovjet-Unie      | 0    | 3      | 0     | 3      |
| 4      | Turkije          | 0    | 0      | 1     | 1      |
| 4      | Verenigde Staten | 0    | 0      | 1     | 1      |
| 4      | Zweden           | 0    | 0      | 1     | 1      |
| Totaal | Totaal           | 4    | 4      | 4     | 12     |